# Tobias Lehner
Tobias Lehner (* 1974 in Regensburg) ist ein deutscher Künstler.

## Biografie
Tobias Lehner stammt aus einer Musikerfamilie und besuchte das Johann-Sebastian-Bach-Gymnasium Windsbach und war Mitglied des Windsbacher Knabenchors. Nach seinem Abitur im Jahr 1995 am Laurentius-Gymnasium Neuendettelsau studierte er zunächst (1996–1998) Lehramt an der Otto-Friedrich-Universität Bamberg. Anschließend wechselte er 1998 an die Hochschule für Grafik und Buchkunst Leipzig, wo er Malerei und Graphik studierte. Seit 2000 ist er in der Fachklasse für Malerei bei Professor Sighard Gille. 2003 Diplom, 2005 Meisterschüler. Er lebt und arbeitet in Leipzig.

## Ausstellungen
2001
- Laden für Nichts, Leipzig

2002
- Ich zeige Ihnen gerne meinen Nassbereich, MAMCO Genève, Genf

2003
- Laden für Nichts, Leipzig
- „here we come“ Kunst und Ausstellungshalle, Bonn
- „emerging artist 08“ Galerie Kleindienst
- „subversive sexy and stylish“ M.J Wewerka Galerie, Berlin

2004
- „eastory“ Suzanne Tarasieve, Paris
- „Plaza Suite“ Union, London
- „clara park“ Marianne Boesky Gallery, New York
- „Alles muß raus“ B2, Leipzig

2005
- Malerei, Produzentengalerie Hamburg
- „Ohne Zögern“ Die Sammlung Ollbricht (Neues Museum Weserburg), Bremen
- „rainbow“ GALERIE SFEIR SEMMLER, Beirut
- „cold hearts“ Arario Gallery, Südkorea
- New Paintings, Galerie Kleindienst, Leipzig

2006
- Leipzig select, Barbara Davis Gallery, Houston
- „Neue deutsche Malerei – Leipziger Kunst“ VNG ART (Warschau, Krokowa, Katowice)
- „story and structure“ Marella Gallery, Mailand
- „cold hearts“ Arario Gallery, Peking
- „made in leipzig“ Sammlung Essl, Wien

2007
- „passion for art“ Museum Essl, Wien
- „the juddikes“ London
- „Laden fuer nichts zu gast im museum der bildenden künste“, Leipzig
- „made in leipzig“ Sammlung Essl, Schloss Torgau

2008
- „multiplexor“ Gallery Grimm fine art, Amsterdam

2009
- „1234YF“, Galerie Suzanne Tarasiève, Paris
- „Anthrax“, Galerie Kleindienst, Leipzig

2010
- „Radiation“, Kunstverein Ravensburg, Ravensburg
- „Viermaleins“, kunst galerie fürth, Fürth

2011
- „Friktion“, Galeria SCG, Santiago de Compostela

2013
- Unintended consequences, Gallery Baton, Seoul, Korea
- VERTIGO, Kunstverein Bamberg

2016
- „simple form painting“, Galerie Jens Walther, Berlin